# Macrium Reflect
Macrium Reflect – oprogramowanie do tworzenia kopii zapasowych. Zostało stworzone w 2006 roku przez brytyjską firmę Paramount Software (znaną jako Macrium Software).
Przy użyciu programu można stworzyć kopię całego dysku twardego bądź wskazanych partycji. Kopia jest zapisywana w wybranej lokalizacji, którą może być dysk twardy, sieć lokalna lub płyta CD/DVD. Można także sklonować zawartość dysku bądź partycji, bezpośrednio przenosząc ją na inny nośnik danych.
Za sprawą technologii Volume Shadow Copy Service aplikacja umożliwia tworzenie obrazów aktualnie uruchomionego systemu operacyjnego. W przypadku wystąpienia niespodziewanej awarii z pomocą przychodzi płyta Rescue CD, przy użyciu której można przywrócić wskazaną instalację systemu Windows. 
Macrium Reflect jest dostępny w wersji bezpłatnej do użytku niekomercyjnego.
Program otrzymał szereg pozytywnych recenzji.